# Fönsterglasvar
Fönsterglasvar (Scophthalmus aquosus) är en fiskart som först beskrevs av Mitchill, 1815.  Fönsterglasvar ingår i släktet Scophthalmus och familjen varfiskar. Inga underarter finns listade i Catalogue of Life.